# Altemir Tortelli
Altemir Tortelli (Jacutinga, 19 de janeiro de 1965) é um agricultor e político brasileiro, filiado ao Partido dos Trabalhadores. 
Com mais de 35 anos de trajetória na luta sindical, comunitária e partidária, o deputado estadual Altemir Tortelli está em seu segundo mandato na Assembleia Legislativa do Estado do Rio Grande do Sul. Oriundo da Agricultura Familiar, Tortelli esteve na linha de frente das lutas pelas mais importantes conquistas deste segmento nas últimas décadas.
Natural de Ponte Preta, antigo distrito de Jacutinga, no Norte do Estado, Altemir Tortelli iniciou sua trajetória política ainda adolescente, quando se envolveu com o Grêmio Estudantil e com a Pastoral da Juventude. Em 1990, foi coordenador do Departamento Estadual de Trabalhadores Rurais da Central Única dos Trabalhadores (CUT/RS). Em 1993, foi secretário-geral do Departamento Nacional dos Trabalhadores Rurais da CUT. Também foi vice-presidente e secretário de formação da central sindical.
Em 2001, Tortelli e outras lideranças criaram a Federação dos Trabalhadores na Agricultura Familiar da Região Sul do Brasil (Fetraf-SUL), entidade que coordenou de 2002 a 2010. A convite do ex-presidente Lula, integrou o Conselho Nacional de Desenvolvimento Econômico e Social (CDES) e o Conselho Nacional de Segurança Alimentar (Consea) por oito anos.
No parlamento, Tortelli tem como pauta central a defesa do fortalecimento da Agricultura Familiar. É autor da Lei 14.278/2013, que institui a Política Estadual de Incentivo à Permanência de Jovens e Adultos no Meio Rural através da Qualificação da Oferta Educacional; e da Lei 14.486/2014, que institui a Política Estadual de Agroecologia e Produção Orgânica. Atualmente, preside a Comissão de Saúde e meio Ambiente, uma das mais im´portantes da Assembleia Legislativa do Rio Grande do Sul e tem atuação destacada na defesa do SUS  e na resistência e combate ao desmonte de políticas públicas promovido pelos governos estadual e federal.
É filiado ao Partido dos Trabalhadores (PT). Nas eleições de 2014, em 5 de outubro, foi eleito deputado estadual à Assembleia Legislativa do Rio Grande do Sul na 54ª legislatura (2015 — 2019). Assumiu o cargo em 1 de fevereiro de 2015, cujo mandato expira em 1 de fevereiro de 2019.